# 七虹

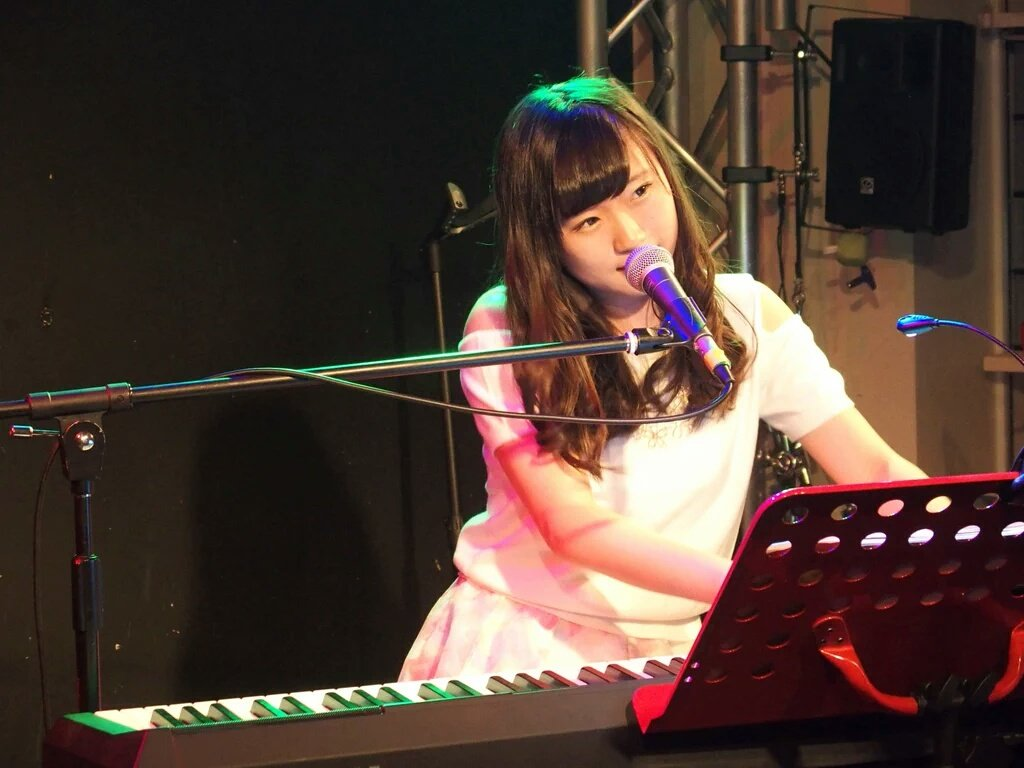
2016年

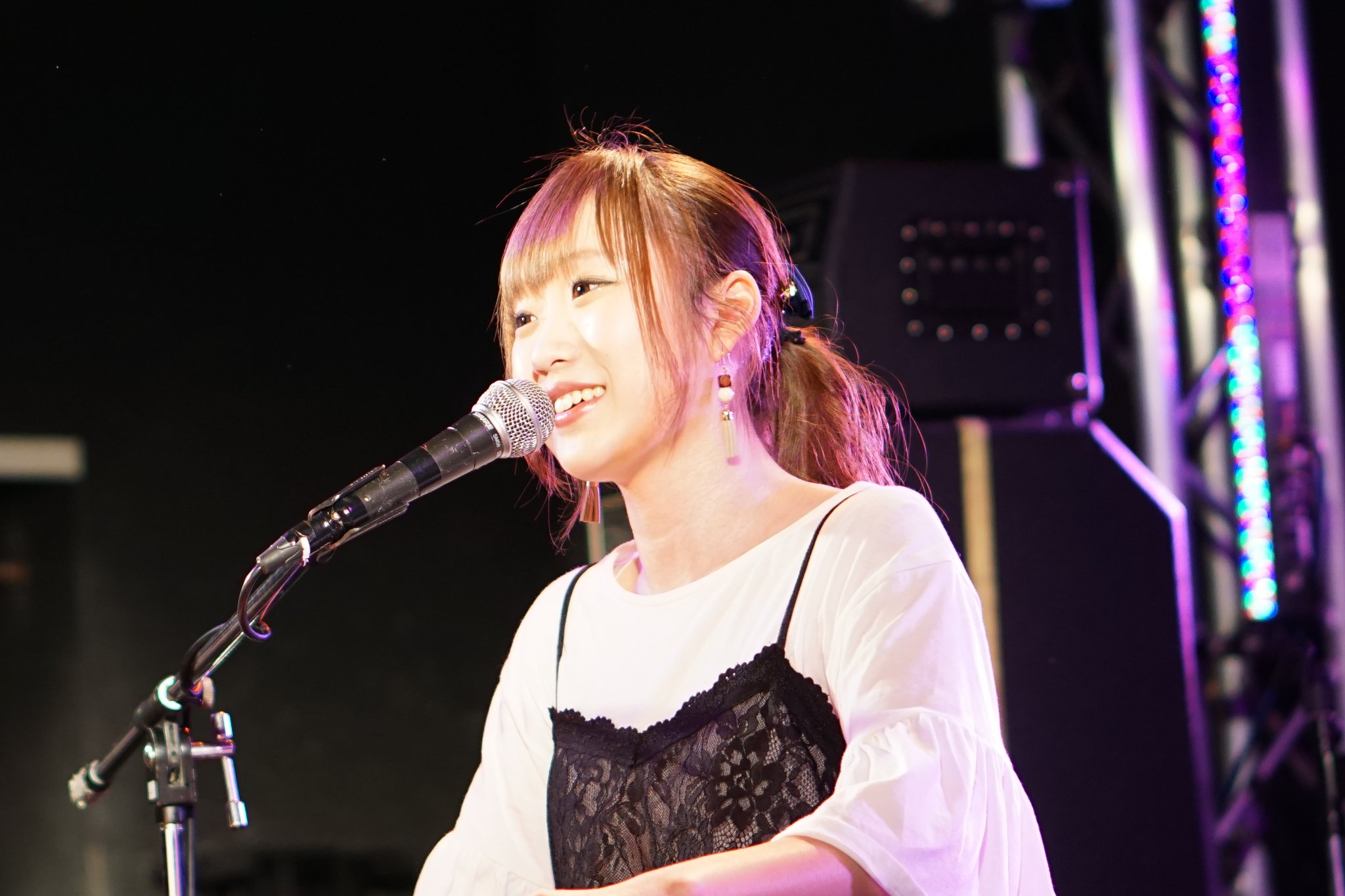
2017年

七虹（ななこ、1998年7月6日 - ）は、日本の女性シンガーソングライター。北海道岩見沢市在住。愛称は「隊長」。

## 人物
3歳からピアノを始め、小学校6年生の時に全道コンクールで優勝する。
小学生の時に音楽番組を録画して繰り返し見ていて、絢香、倖田來未、aikoなどのシンガーに憧れるようになる。
高校1年から弾き語りと作曲を始め、高校1年の冬に「SHOWROOM×SONYオーディション」で優秀賞を受賞する。
高校2年から札幌を中心にライブ活動を始める。
七虹のファンは七虹隊と呼ばれることもある。

## ディスコグラフィー

### ミニアルバム
- 『魔法のポケット』（2016年12月28日）iTunes, LINE music等にて配信中

1. Liar
2. ひとめぼれ
3. 大切なあなたへ
4. 大丈夫

- 『ナナイロ』（2019年1月26日）

1. ナナイロ
2. LOVE TRAIN
3. その手を繋いで
4. ボクの歩幅。
5. もう一度…
6. ココロ=メロディ

### アルバム
- 『Change』－2枚組－（2017年11月25日）

Disc1－バンド演奏－
1. 恋の一歩
2. Tear
3. Goodbye, bye-bye
4. RUN

Disc2－ピアノ弾き語り－
1. 大丈夫
2. 笑顔の魔法
3. 初めての恋ゴコロ♡
4. 何度も…。

## ライブ
2017年11月25日 『Change』レコ発ワンマンライブ
2017年12月 東名阪ライブツアー
2018年7月8日 20歳生誕ライブ

2019年1月26日(土) 初のホールワンマンライブを「KRAPS HALL」にて開催予定